# Ngô Thì Ức
Ngô Thì Ức (chữ Hán: 吳時億; 1709-1736), hiệu: Tuyết Trai cư sĩ; là danh sĩ thời Lê trung hưng trong lịch sử Việt Nam. Ông là tác giả đầu tiên có tên trong Ngô gia văn phái.

## Tiểu sử
Ngô Thì Ức sinh năm Kỷ Sửu (1709) tại làng Tả Thanh Oai, huyện Thanh Oai, trấn Sơn Nam (nay thuộc huyện Thanh Trì, Hà Nội).
Thuở nhỏ, ông học với thầy Đan Nhạc, vừa lớn lên ông học với Tiến sĩ Vũ Huy. Ông học giỏi, đàn giỏi và giỏi cả nghề thuốc.
Năm 24 tuổi, ông đỗ thủ khoa kỳ thi Hương, nhưng vì không để chí vào con đường khoa hoạn nên khi thi Hội thì bị hỏng. Từ ấy, ông không ra làm quan, chỉ ở nhà vui thú đồng quê và mở lớp dạy học.
Ông là cha Ngô Thì Sĩ, Ngô Thì Đạo; và là ông nội Ngô Thì Nhậm, Ngô Thì Du, Ngô Thì Hương, Ngô Thì Trí...
Năm Bính Thìn (1736) đời vua Lê Ý Tông, ông mất khi mới 27 tuổi. Nhờ có con là Ngô Thì Sĩ làm quan lớn, nên về sau ông được triều đình truy phong là Phong Trạch bá.

## Tác phẩm
Tác phẩm của Ngô Thì Ức có:
- Nam trình liên vịnh tập (Tập thơ ngâm nối vần cùng bạn trên hành trình về phía Nam), gồm khoảng 30 bài ngâm vịnh với bạn là Trương Hạo Trai khi đi chơi ở Đông Quan thuộc Sơn Nam (nay thuộc Thái Bình). Trong tập có bài đề tựa của con ông là Ngô Thì Sĩ.
- Tuyết Trai thi tập (còn gọi là Nghi vịnh thi tập, có nghĩa là Tập thơ vịnh thú sông Nghi) gồm 90 bài thơ. Đây là tác phẩm đáng chú ý nhất của ông. Ở Thư viện Khoa học Xã hội (Hà Nội) hiện có bản chép tay mang ký hiệu A. 1854, gồm 161 bài thơ, do người đời sau sưu tập thơ ông mà chép thêm vào.

Theo Phan Huy Chú thì Ngô Thì Ức còn có quyển An Nam nhất thống chí

## Nhận xét
Ngô Thì Ức là một nhà thơ ẩn dật, nhưng yêu đời. Thơ ông là phản ánh tâm trạng của một con người tài hoa, ưa thích cuộc sống tiêu dao, nhàn tản, thoát khỏi mọi công danh tục lụy. Ngoài ra, thơ ông còn thể hiện lòng mến yêu tha thiết cảnh sinh hoạt đồng yêu: bình dị, chất phác, đậm đà phong vị dân tộc.
Lời thơ của ông tự nhiên, hồn hậu, chân tình .

## Tiêu dao ngâm
Tiêu dao ngâm (Ngâm nga về thú tiêu dao) gồm 24 câu thơ chữ Hán, làm theo lối cổ phong, mỗi câu 7 chữ, được danh sĩ Phan Huy Chú khen là đầy "hứng thú, phóng khoáng, có phong thái cao thượng". Sau đây là bản dịch nghĩa tiếng Việt:
| Bên sông Nhuệ có chàng thích tiêu dao Cả ngày nhởn nhơ chẳng việc gì Ở yên, làm lấy, không cần gì khác Không bận, không lo, cũng không nghĩ. Từng nói lúc trẻ học thi thư Kinh truyện thánh hiền chăm như làm ruộng Văn không cầu hay, từ chỉ cốt đạt Như mây bay, như nước chảy, tùy ý mình. Gần đây bỏ hẳn cái học cử nghiệp, Thung thăng, chẳng có mực thước bó buộc gì. Trước cửa sổ, lúc hứng thì ngâm nga Kinh Hoàng Đình, Kinh Nam Hoa, tùy ý đọc | Ruộng xấu nửa khoảnh ở phía đông chằm Đất sỏi nên thóc thường kém. Ngày này vác bừa, bừa ruộng hoang Trai cày, lão quê thường hay gặp, Gặp nhau chỉ nói chuyện ruộng vườn Chăm chú tính lường ngày mưa nắng. Tháng bảy, tháng tám cua rất béo, Trẻ con bắt được vội mang về. Gọi trẻ nướng cua mua rượu mới, Rót một chén, uống một mình, vẫn là vui. Say rồi, mằm khểnh bên cửa sổ phía nam, Gió mát thoảng luôn ngoài cửa sổ. |

## Sách tham khảo
- Phan Huy Chú, Lịch triều hiến chương loại chí (bản dịch, Tập 3). Nhà xuất bản Khoa học Xã hội, Hà Nội, 1992.
- Trần Văn Giáp, Tìm hiểu kho sách Hán Nôm (2 tập in chung). Nhà xuất bản Khoa học Xã hội, 2003.
- Bùi Duy Tân, mục từ Ngô Thì Ức  trong Từ điển văn học (bộ mới). Nhà xuất bản Thế giới, 2004.
- Nguyễn Q. Thắng-Nguyễn Bá Thế, Từ điển nhân vật lịch sử Việt Nam. Nhà xuất bản Khoa học Xã hội, Hà Nội, 1992.